# John Titor
John Titor és el nom usat a diverses BBS (taulers d'anuncis electrònics) durant els anys 2000 i 2001 per un usuari que deia ser un viatger del temps de l'any 2036. En aquests missatges va fer nombroses prediccions (algunes d'elles vagues, altres van ser específiques) sobre esdeveniments en el futur proper, començant amb esdeveniments el 2004. Va descriure un futur canviat dràsticament on els Estats Units s'han dividit en cinc regions més petites, el medi ambient i les infraestructures han estat devastades per un atac nuclear, i la majoria de les altres potències mundials han estat destruïdes.
Cal ressaltar que durant la crisi nuclear (suposadament abans de l'any 2015) sobre la qual Titor va fer esment en uns dels seus posts, els Estats Units estan governats, segons les seves paraules, per un «president de color» (presumiblement Barack Obama). També destaca la predicció d'una presumpta Tercera Guerra Mundial que passaria el 2015.
Les inconsistències en les seves explicacions, la imprecisió uniforme de les seves prediccions i les troballes d'un investigador privat van donar lloc a la impressió general que tot l'episodi era un engany elaborat. Una investigació del 2009 va concloure que Titor era probablement la creació de Larry Haber, un advocat de Florida d'entreteniment, juntament amb el seu germà Morey, un informàtic.

## Biografia del personatge

### Els missatges de Titor
El primer missatge va aparèixer als fòrums de Time Travel Institute el 2 de novembre de 2000, sota l'usuari TimeTravel_0. Aleshores, els seus missatges no tenien a veure amb esdeveniments futurs i el nom de «John Titor» encara no era usat. Per contra, aquests missatges discutien el viatge en el temps en general. El primer va ser la descripció de «les sis parts» del que una màquina del temps ha de tenir perquè pugui funcionar correctament i les respostes a les preguntes de com una màquina funcionaria així. Els seus primers missatges van ser curts.
Molt aviat, TimeTravel_0 va dir que era un viatger del futur i va començar a descriure als seus missatges el seu temps. A poc a poc va començar a respondre les preguntes que li enviaven al fòrum ia revelar una imatge complexa del futur.
Tot i que molts dels seus missatges parlen de la condició del món en el futur, Titor també va respondre a preguntes del fòrum ia través de l'IRC (Internet Relay Chat). També va penjar imatges que, segons deia, eren del seu aparell del temps o del seu manual. Així mateix, va parlar d'alguns esdeveniments: en un dels seus primers missatges va dir que «el descobriment que permetrà la tecnologia del viatge en el temps passarà en un any més o menys, el 2001, quan el CERN faci que els seus edificis entrin en línia».
El nom «John Titor» no va ser introduït fins a gener de 2001, quan TimeTravel_0 va començar a escriure missatges als fòrums BBS d' Art Bell (que requeria un nom o pseudònim per a cada compte). Els missatges de Titor van acabar a finals de març de 2001. Alguns dels fils de conversa es van veure esborrats, però la informació es va guardar gràcies al fet que els seus participants la van gravar als seus discs durs. Després, es va afegir a llocs sobre viatge del temps de Titor i les seves prediccions.
Al voltant de 2003, diversos llocs web van començar a reproduir els missatges de Titor, rearreglant-los en narracions. No tothom té referència a les dates originals d'enviament.
En nombroses ocasions Titor va enviar comentaris que semblaven ser de boca-a-orella quan li van preguntar sobre perquè les seves imatges tenien una baixa qualitat, ell va dir que «no era un fotògraf» i quan li van preguntar si «Titor» era el seu nom veritable, ell va respondre que era «un nom real».

### Descripció general
En els seus missatges en línia, Titor afirmava ser un soldat nord-americà de l'any 2036, comissionat a Tampa al Comtat de Hillsborough, Florida, que va ser assignat a un projecte governamental de viatges pel Temps, on suposadament se li va assignar la missió de tornar a l'any 1975 i aconseguir un ordinador IBM 5100 per fer-lo servir, segons va dir, en diversos programes d'ordinador antics l'any 2036; amb problemes del codi d'error timeout UNIX 2038.
L'IBM 5100 és compatible amb els llenguatges de programació APL i BASIC. Titor va ser seleccionat especialment per a aquesta missió, ja que, segons afirma, el seu avi patern va ser part de l'equip que va acoblar i desenvolupar l'IBM 5100.
Titor també va dir que faria una parada l'any 2000 per «raons personals»: recollir unes fotografies perdudes a la guerra civil —que en la nostra línia de temps no va passar o està pendent de passar, segons les seves prediccions— i per visitar la seva família, de qui parlava sovint. Titor també va dir que va estar, durant uns mesos, alertant qui volgués escoltar sobre els perills de la malaltia de Creutzfeldt-Jakob, contagiada a través de productes bovins i de la possibilitat d'una guerra civil dins dels Estats Units.
Quan un usuari subscrit li va preguntar sobre això, Titor també va expressar el seu interès en els misteris no explicats com els ovnis (que al seu temps seguien sense explicació). Titor va suggerir que els ovnis i els visitants extraterrestres podien ser viatgers en el temps d'un futur distant, que posseïen màquines superiors a la que tenia.

### Màquina del temps
Titor va descriure la seva màquina del temps moltes vegades. En els seus primers missatges, ell la descriu com «una unitat de desplaçament temporal de massa estacionària, moguda per dues singularitats positives giratòries», produint «un arranjament sinusoïdal Tipler Estàndard». En els primers missatges va ser encara més explícit, dient que contenia:
- Dues unitats de carcassa magnètica per a les micro singularitats dualsLa màquina del temps de John Titor estava muntada originalment a la part del darrere d'un Chevrolet Corvette model 1967.

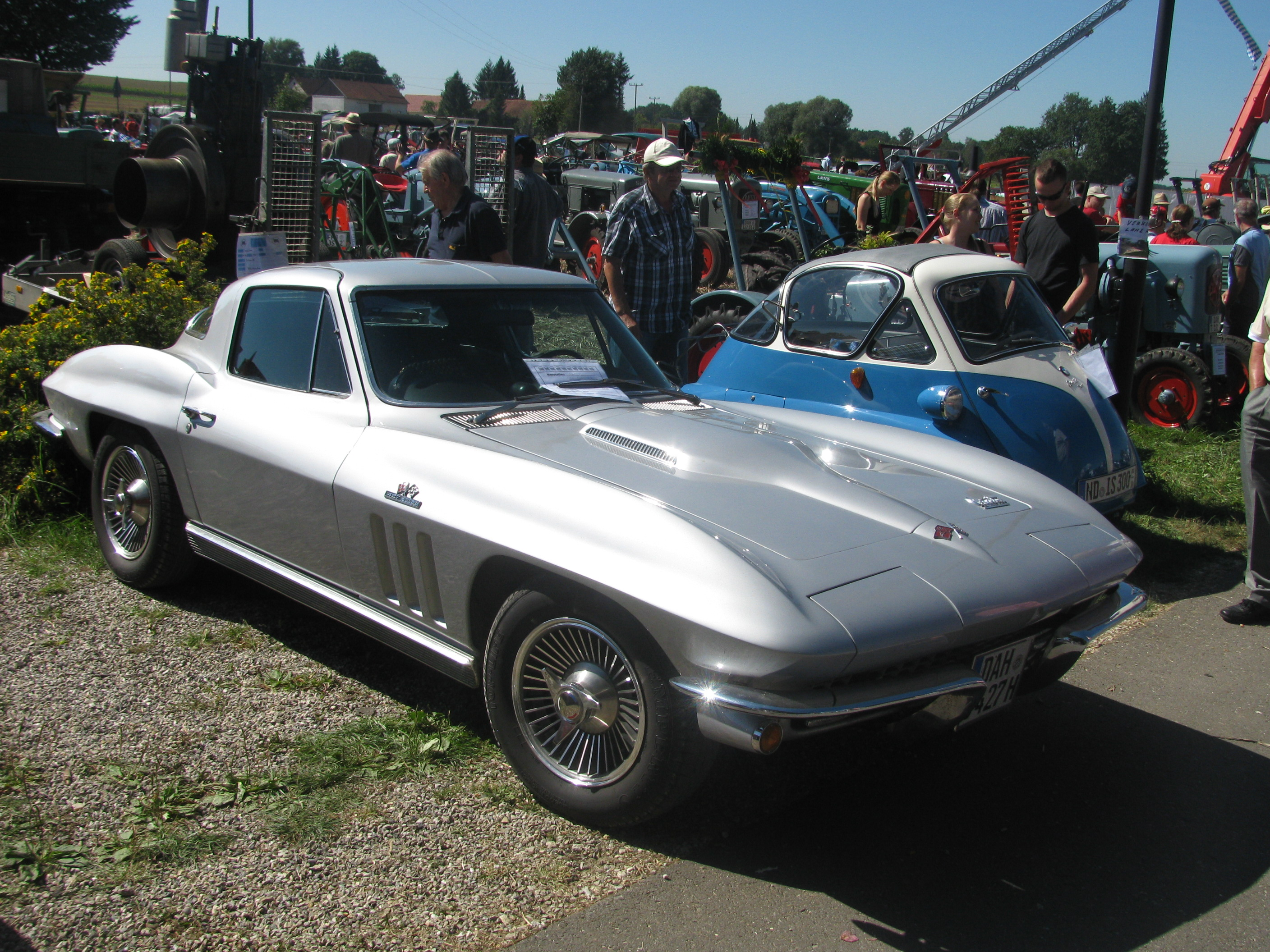
La màquina del temps de John Titor estava muntada originalment a la part del darrere d'un Chevrolet Corvette model 1967.

- Un Col·lector d'admissió d'electrons per alterar la massa i la gravetat de les micro singularitats
- Un sistema de refrigeració i ventilació de raigs X
- Sensors de gravetat o bloqueig de gravetat variable
- Quatre rellotges principals de cesi
- Tres unitats informàtiques principal

Segons les publicacions, el dispositiu es va instal·lar a la part posterior d'un Chevrolet Corvette convertible de 1967. Més tard, els missatges esmentaven un camió de 1987 amb tracció a les quatre rodes.

## Prediccions
En les seves intervencions va insinuar una cosa semblant a un brot de la malaltia de les vaques boges abans que els casos arribessin als Estats Units el 2003.
La intervenció militar americana a Irak del 2003.
I va assegurar que la Xina enviaria un astronauta a l'òrbita, i així va ser, el 2003 .

## D'acord amb John Titor, l'any 2015 començaria la Tercera Guerra Mundial
El 2015, Rússia llança un atac nuclear contra les grans ciutats dels Estats Units (que eren «l'altra banda» de la guerra civil des de la meva perspectiva), la Xina i Europa. Els Estats Units van contraatacar. Les ciutats dels Estats Units van quedar destruïdes juntament amb l'Imperi Americà Federal AFE... però nosaltres (dins el país) vam guanyar. La Unió Europea i la Xina van ser destruïdes.
Titor dona referències vagues sobre les motivacions exactes i les causes de la Tercera Guerra Mundial. En aquest punt ell diu que va ser caracteritzada per «problemes fronterers i de superpoblació»  però també apunta als conflictes presents entre els àrabs i els jueus com els desencadenadors de la Tercera Guerra Mundial: 
La veritable disrupció dels esdeveniments mundials va començar amb la desestabilització d'orient com a resultat de la degradació de la política externa consistentment... La població jueva d' Israel no estava preparada per a una veritable guerra ofensiva. Ells estaven preparats per a la darrera defensa. En demanar ajuda a Occident per a Israel, va ser el que va fer que els seus veïns tinguessin confiança per atacar. L'últim recurs defensiu d'Israel i els seus veïns àrabs ofensius va ser l'ús d'armes de destrucció massiva. En el gran esquema de les coses, la guerra del medi orient és part del que ve, no pas la causa.
Corea del Nord amenaçaria el país nord-americà amb guerres nuclears que el 2015 serien efectuades per Rússia.
Després es crea una plaga l'any 2030 coneguda com la nova sida que té resultats catastròfics, matant la majoria de la població humana.
Una altra de les primeres afirmacions de Titor va ser que el CERN descobriria les bases del viatge pel temps pels volts del 2001, amb la creació de microforats negres un any i mig després de la seva partida. Aquest esdeveniment no va passar. Un article aparegut en l'època que Titor havia predit, sobre la possibilitat que el CERN pogués crear microforats negres (un tema recurrent, també atribuït a Fermilab i Brookhaven en diverses ocasions)  va ser pres per alguns com a evidència de la seva afirmació, però aquests esdeveniments tampoc van passar.
La predicció més propera de Titor va ser la d'una propera guerra civil dins dels Estats Units tenint a veure amb “l'ordre i els drets civils”. Ell va descriure com tot començava el 2004, amb un desordre civil al voltant de l'elecció presidencial dels Estats Units de 2004. Aquest conflicte civil ell el va caracteritzar com «tenir un esdeveniment tipus Waco cada mes fins que tot empitjora que estaria a les portes de tots» i erupcionaria per al 2008.
La cancel·lació dels Jocs Olímpics d'Estiu de 2004.

## Problemes

### Problemes amb la tecnologia
En el context de la imatge de demostració proveïda per John Titor, el punter làser sent corbat, revela l'òbvia inconsistència que els objectes propers al feix de llum no apareixen distorsionats. El marc de la finestra visible al fons, per exemple, hauria d'aparèixer distorsionat en la proximitat del gran gradient gravitacional, però no és així. Alguns han especulat que el feix làser és en realitat una fibra òptica.
Titor va dir que va ser enviat de tornada per obtenir una IBM 5100 perquè podia traduir diversos tipus de codi dordinadors. D'acord a l'Enginyer d'IBM Bob Dubke, l'afirmació de Titor en referència a la IBM 5100 és remotament coneguda per emular i corregir sistemes de Mainframe i és correcta.  Qui els recolzen diuen que aquesta informació no era pública en el moment en què Titor va fer la seva afirmació,  ia més Titor mateix va dir que aquesta característica va ser descoberta l'any 2036, quan Unix, sent la font darrere de tots els sistemes operatius corrent a les infraestructures locals i amb altres tasques computacionals, estava a dos anys de no ser capaç de funcionar mai més a causa de les limitacions de 32 bits del punter.

Però de qualsevol manera, les capacitats d'emulació eren conegudes àmpliament a la indústria i comentades en profunditat en nombroses publicacions que tenien a veure amb la IBM 5100 i el codi microprogramable en general.  Les referències a aquest fet estaven disponibles a Internet des de 1999 i van ser anteriors als missatges de Titor. Aquest és un tros fosc de trivialitats i, de qualsevol manera, això indica que qui va fer aquests missatges era coneixedor específic d'aquesta màquina o almenys tenia interès en la retrocomputació. A la pàgina oldcomputers.net es pot llegir:
Aparentment, APL era una tasca difícil de complir per a IBM amb l'intèrpret de la 5100, així que ells al seu lloc van escriure un programa d'emulació perquè corregués la versió d'APL del Mainframe S/360. La 5100 és com una Mainframe IBM Desktop S/360 que només corregués a APL.

### Problemes amb la història
Nombrosos comentaris han apuntat a les sorprenents similituds entre la història de Titor i la novel·la clàssica postapocalíptica i de ciència-ficció de Pat Frank Alas Babylon.  Babylon pren lloc en un petit poble de Florida just abans i després d'una guerra nuclear i descriu la lluita per sobreviure com a família després de l'hecatombe.
Titor, diu que els diners són encara usats àmpliament juntament amb les targetes de crèdit, malgrat el fet de dir anteriorment que van deixar d'existir els bancs centrals (és clar que no deixa fora la possibilitat que existissin les monedes privades). En altres missatges parla i especula que el dòlar actual encara està en ús, però que això seria després que es reorganitzés el govern federal, i segons la seva història, faria que aquesta moneda potencialment no valgués res. En gairebé tots els casos, ell va dir que havia obtingut una educació bàsica a la Universitat de Florida, però en altres va dir que era autodidacta.
Altres problemes amb la història inclouen inconsistències relatives als comentaris de Titor. La seva primera aparició podria haver estat no el 2000, sinó l'estiu del 1998 a través de dos faxos enviats al programa de ràdio Coast to Coast AM d'Art Bell.
Ell va començar a enviar els seus missatges en línia sobre el problema Y2K (l'1 de gener de 2000), el qual va venir i se'n va anar sense problemes. Encara als faxos de 1998 a Art Bell ell va dir que el Y2K va ser un desastre. Segons les seves afirmacions, moltes persones es van congelar en tractar de fugir a climes més càlids, i el govern va intentar quedar-se al poder per mitjà de la llei marcial.
En la seva història en línia ell va afirmar que part de la seva missió va ser prevenir la propera guerra canviant la història. I encara durant l'octubre del 2000, un mes abans que comencés a enviar els seus missatges, va aparèixer en un fòrum d'IRC d' Anglaterra. Al registre del xat en resposta a la pregunta de l'usuari Yariesa, preguntant si es podia canviar el futur que ell predia, ell va dir: «És molt tard. Només desitjo que les coses no passessin en la manera com passaran».

## A la cultura popular[calcitació]
- El 2003, la John Titor Foundation va publicar un llibre, John Titor: A Time Traveler's Tale, discutint els seus missatges (ISBN 1-59196-436-9).
- En 2004, Cyburbia Productions va presentar Time Traveler Zero Zero ("Viatger del Temps Zero Zero"), un relat basat en la història de Titor.
- En 2005, Figure 26 Films va llançar la seva producció, Obsessed & Scientific, una pel·lícula que tracta sobre el viatge en el temps i inclou la història de John Titor.
- Animi, l'antagonista del manga The Lucifer and Biscuit Hammer, és vist llegint un llibre de John Titor.
- El 2005, Figure 26 Films va llançar la seva producció, Obsessed & Scientific, una pel·lícula que tracta sobre el viatge en el temps i inclou la història de John Titor
- A la novel·la visual i adaptació a l'anime de Steins; Gate, s'usa una història basada en els viatges en el temps i els mons paral·lels, on John Titor i la IBM 5100 tenen alta rellevància a la trama.
- El 2012, la banda de power rock Terios d'Argentina, va incloure al seu àlbum «Les altres hores» un tema dedicat a John Titor titulat «Viatger del Temps».